# Ceratopogon bilobatus
Ceratopogon bilobatus är en tvåvingeart som beskrevs av Remm 1993. Ceratopogon bilobatus ingår i släktet Ceratopogon och familjen svidknott.
Artens utbredningsområde är Kazakstan. Inga underarter finns listade i Catalogue of Life.